# Bubble Guppies
Bubble Guppies és una sèrie de televisió infantil CGI produïda per Nickelodeon i creada per Jonny Belt, Robert Scull  i Janice Burgess per a Nickelodeon. La sèrie és una combinació dels gèneres de la comèdia, l'entreteniment educatiu i la música, i gira al voltant de les aventures submarines d'un grup de nens en edat preescolar anomenats la Molly, el Gil, el Goby, la Deema, la Oona, el Nonny i la Zooli. El programa es va estrenar a Nickelodeon el 24 de gener de 2011 i originalment va durar quatre temporades fins a la seva conclusió el 21 d'octubre de 2016. La sèrie es produeix amb el programari Autodesk Maya 3D.
La sèrie va acabar originalment el 21 d'octubre de 2016. Gairebé tres anys després de l'últim episodi de la seva emissió original, es va reviure per a una cinquena temporada el 4 de juny de 2019 amb una comanda de 26 episodis. La cinquena temporada es va estrenar el 27 de setembre de 2019. El 19 de febrer de 2020, la sèrie es va renovar per a una sisena i última temporada, que es va estrenar el 19 d'octubre de 2021.